# Genferseeregion
Die Genferseeregion (französisch Région lémanique) ist eine Grossregion in der Schweiz. Nach der Einteilung des Bundesamts für Statistik (BFS) umfasst sie die Gebiete der Kantone Waadt, Wallis und Genf. Damit stellt die Genferseeregion einen Teil der Romandie (französische Schweiz) und der Deutschschweiz dar.
Per 31. Dezember 2019 betrug die Einwohnerzahl 1'654'751. Der Ausländeranteil (gemeldete Einwohner ohne Schweizer Bürgerrecht) bezifferte sich am Stichtag auf 32,9 Prozent.
Die geologische Region des Genferseebeckens (Bassin lémanique) ist ein Teil davon und grenzüberschreitend.